# Narraville-Stadion
Das Narraville-Stadion (englisch Narraville Stadium) ist ein Fußball- und Rugbystadion in Walvis Bay in Namibia. Es liegt im Stadtteil Narraville im Nordosten der Stadt. Es ist Heimatstadion des Kudu Rugby Club.